# Skovsanger
Skovsangeren (latin: Phylloscopus sibilatrix) er en lille spurvefugl, der i Europa yngler fra de Britiske Øer og Frankrig til det vestlige Sibirien. I Danmark ses den typisk i højstammet bøgeskov og er udbredt over hele landet, men er ikke så talrig som sine slægtninge gransanger og løvsanger.

## Stemme
Ligesom det er tilfældet for andre sangere, kendes skovsangeren nemmest på sangen. Den lyder, ligesom når en femkrone snurrer rundt og falder til ro på et hårdt underlag – altså en række skingre toner i stigende tempo: pit-pit-pitpitpitpt-t-t-ttt ( hør).